# 塞尔克南人种族灭绝

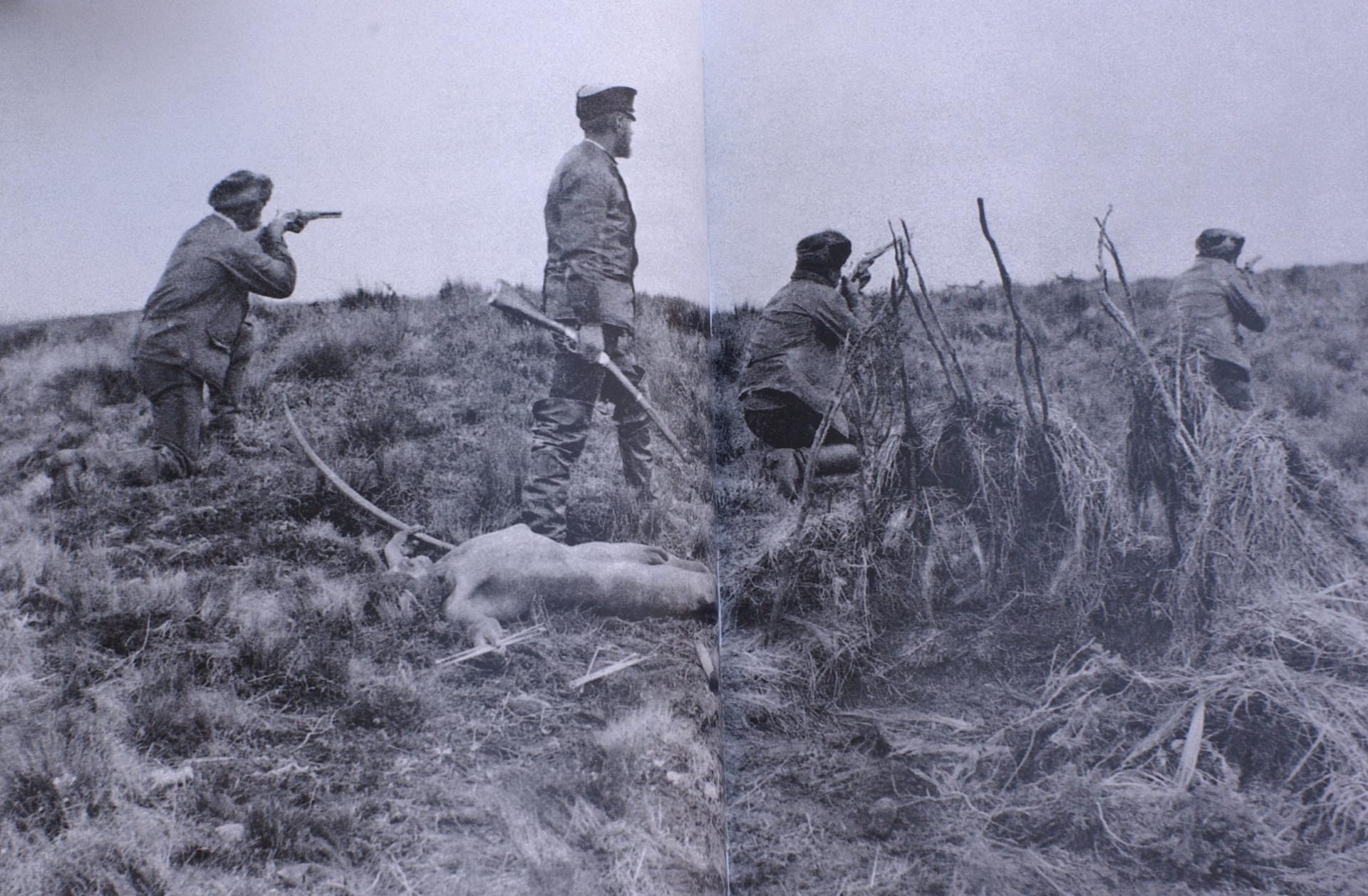
朱利叶斯·波普尔以及他的手下站立在塞尔克南人赤裸的屍體旁

塞尔克南人种族灭绝是指火地群岛的原住民部落塞尔克南人在19世纪末至20世纪初遭到的种族灭绝事件。史学家估计，整场种族灭绝共历时10至20年，导致塞尔克南部落人口从1880年代的大约4,000人减少至1900年代初期的几百人。
19世纪末，在智利和阿根廷政府的支持下，欧洲和南美洲的畜牧公司开始在大火地岛上建立大型牧场，再加上火地群岛淘金潮的影响，岛上的原住民流离失所，生活遭受严重影响。由于外來者和原住民之间爆发了暴力冲突，来自欧洲和南美洲其他地方的猎人、牧场工人、金矿工人以及士兵开始对塞尔克南人展开种族灭绝。
畜牧公司雇佣其员工或第三方猎人来猎杀或抓捕塞尔克南人。智利和阿根廷军队也参与了种族灭绝，並袭击塞尔克南人。首先受到影响的是生活在大火地岛北部的塞尔克南人，他们之后被迫南迁，进入岛屿南部的不适宜放牧牲畜的林区。最终，阿根廷和智利政府向天主教修会组织慈幼會颁发土地补助金，后者建立了数个传教组织，試圖向余下的塞尔克南人傳播天主教，余下的塞尔克南人又被遣送到了道森島上。至1930年，只剩100名左右的塞尔克南人存活。